# ناحیه سبوا، میشیگان
ناحیه سبوا (به انگلیسی: Sebewa Township) یک منطقهٔ مسکونی در ایالات متحده آمریکا است که در شهرستان آیونیا، میشیگان واقع شده‌است.
 ناحیه سبوا ۹۲٫۸ کیلومتر مربع مساحت و ۱٬۲۰۲ نفر جمعیت دارد و ۲۵۳ متر بالاتر از سطح دریا واقع شده‌است.